# Shenute
Shenute, Shenouda, Chenouda, Schenouda, Shenute el Grande o San Shenute el Archimandrita (en copto: Ⲁⲃⲃⲁ Ϣⲉⲛⲟⲩϯ ⲡⲓⲁⲣⲭⲓⲙⲁⲛ'ⲇⲣⲓⲧⲏⲥ; (Panópolis, c. 360 - Sohag, 14 de julio de c. 465) fue un religioso egipcio del cristianismo primitivo, abad del Monasterio Blanco y escritor. Se considera que la lengua copta cristiana alcanzó su apogeo con sus escritos y es uno de los santos más reconocidos en la Iglesia ortodoxa copta. 
Junto a Antonio y Pacomio forman la tríada monástica más importante de Egipto.

## Biografía
Shenute nació en c. 360 en el Alto Egipto en Panópolis de padres devotos al Cristianismo. En su infancia, ayudó a cuidar el rebaño de ovejas de su padre. Su tío materno era San Pigol, famoso santo egipcio y fundador del Monasterio Blanco.  
Durante uno de los viajes de Shenute al monasterio de su tío, como resultado de una visión se quedó allí, y se hizo monje. Alrededor del año 385, fue elegido por sus compañeros monjes para suceder a su tío como abad del monasterio. Cuando se hizo cargo de esa tarea, el monasterio estaba habitado por 30 viejos monjes. En el momento de su muerte, el monasterio tenía 2200 monjes y 1800 monjas, que vivían en un área de aproximadamente 3000 veces su tamaño original.

### Concilio de Éfeso
Debido a su popularidad en el Alto Egipto y su celo por la ortodoxia, Shenute fue elegido por San Cirilo el Grande para que le acompañase como representante de la Iglesia de Alejandría en el Concilio Ecuménico de Éfeso en 431. Allí brindó el apoyo moral que San Cirilo necesitaba para vencer la herejía de Nestorio, obispo de Constantinopla. El eventual exilio de este último a Panópolis, fue un testimonio de la impresión que Shenute había tenido sobre los asistentes a este concilio.

### Fallecimiento
Como consecuencia de una breve enfermedad, posiblemente por su elevada edad, falleció el 14 de julio de 465, rodeado por sus monjes.

## Influencia en el movimiento monástico
De su tío, San Pigol, Shenute heredó un monasterio basado en el sistema pacomiano, aunque más austero y estricto. Esto hizo que sus seguidores fueran pocos y probablemente promovió un declive en lugar de crecimiento. Shenute implementó un sistema más completo y autoritario y más adecuado para el entorno en el que se encontraba. Este nuevo sistema tenía un componente inusual, un pacto (diatheke) para ser recitado y adherido literalmente por los nuevos novicios, y una promesa solemne de obediencia. Debían decir: 

"Juro ante Dios en su Sagrado Lugar, la palabra con la que he hablado con mi boca sea mi testimonio; no profanaré mi cuerpo de ninguna manera, no robaré, no daré falso testimonio, no mentiré, no haré nada engañosamente en secreto. Si transgrediese lo que he jurado, veré el Reino de los Cielos, pero no entraré en él. Dios ante quien hice el pacto destruirá mi alma y mi cuerpo en el infierno porque transgredí el pacto que hice."
- Bell, la vida de Shenute por Besa, pp.9-10.

Los transgresores de ese pacto serían expulsados del monasterio. Esto era considerado una sentencia cercana a la muerte para los monjes campesinos.
Otra característica interesante del sistema monástico de Shenute era el requisito de que los nuevos novicios vivieran fuera del monasterio durante un período de tiempo antes de que se los considerara dignos de ser consagrados como monjes. Esto parecía estar en desacuerdo con el sistema monástico de Nitria, que permitía que los monjes vivieran lejos de los establecimientos monásticos solamente después de que se hicieran aptos para la vida monástica. Shenute también utilizó el tiempo de los monjes, además de la oración y la adoración, en tareas más variadas dentro del monasterio a las que los monjes de Nitria estaban acostunbrados. Aparte de los oficios tradicionales de confección de cuerdas y cestería, los monjes se dedicaban a tejer y confección de ropa, cultivo de lino, trabajos de cuero y fabricación de calzado, escritura y encuadernación, carpintería y metalistería. En general, Shenuda intentó tanto como fue posible en emplear a los monjes en sus antiguas profesiones. Tales actividades hicieron del monasterio un vasto complejo autosuficiente, que ocupaba unos 52 km² de tierra. 
Como líder monástico, Shenute reconoció la necesidad de alfabetización de sus monjes. Requirió que todos ellos y también las monjas aprendieran a leer y alentó que muchos se dedicaran al arte de escribir manuscritos. Esto hizo que el monasterio fuera cada vez más atractivo y, por consiguiente, hizo que la amenaza de expulsión fuera más dolorosa.
En su lucha contra el paganismo, y en su tiempo, propició que tuvieran lugar gran cantidad de destrucciones de templos egipcios faraónicos como, por ejemplo, el Serapeum de Alejandría. Lideró bandas de vigilantes monásticos que, patrullando las ciudades del Alto Egipto en busca de ídolos, se dedicaron a asaltar las casas de los notables paganos con este fin.
Su vida fue biografiada por su discípulo y sucesor Besa y fue traducida del copto sahídico al boahírico, siríaco y etiópico.

## Como escritor
Shenute está considerado como el escritor que elevó el copto a lengua literaria. Escribió en un estilo esencialmente propio, con escritos basados en un estudio cuidadoso de la retórica escolástica de su tiempo, que mostraba el amplio y profundo rango de conocimiento que poseía. Se adornaba con citas interminables de las Sagradas Escrituras, una característica típica de las escrituras patrísticas. Sus escritos eran citados cada vez que un argumento presentado necesitaba soporte. Al hacerlo, Shenute también mostraba una memoria asombrosa mientras interpretaba estos pasajes con asombrosa precisión.
El conocimiento de Shenute no se limitaba a la Santa Biblia, como era el caso de la mayoría de los monjes en Egipto. Hablaba con fluidez copto y griego y estaba bastante familiarizado con el pensamiento y la teología griegas. La utilización de palabras prestadas del griego en sus escritos fue extensa y sofisticada, y definitivamente no fue producto de su entorno de vida. También tenía conocimiento de las obras de Aristóteles, Aristófanes, la escuela platónica e incluso leyendas griegas. Leyó algunas de las obras de San Atanasio como la Vida de San Antonio y algunas de sus obras homiléticas. También conocía las cartas de San Antonio, algunas de las cartas de San Pacomio, y muy probablemente algunas de las obras de Evagrio. Su conocimiento se extendió incluso a textos populares no canónicos como los Hechos de Arquelao y el Evangelio de Tomás.
Los escritos de Shenute se puede agrupar en cuatro categorías:
- Sermones morales.
- Sermones contra paganos.
- Sermones contra herejes.
- Sermones basados en entrevistas con magistrados que le visitaron.

Para la cultura copta, sus escritos son fundamentales. De hecho, los textos gnósticos y maniqueos son los únicos documentos originales escritos en copto. Los demás documentos son traducciones de textos griegos. Hizo del copto la lengua oficial del cristianismo egipcio. 

## Monasterios dedicados a San Shenute

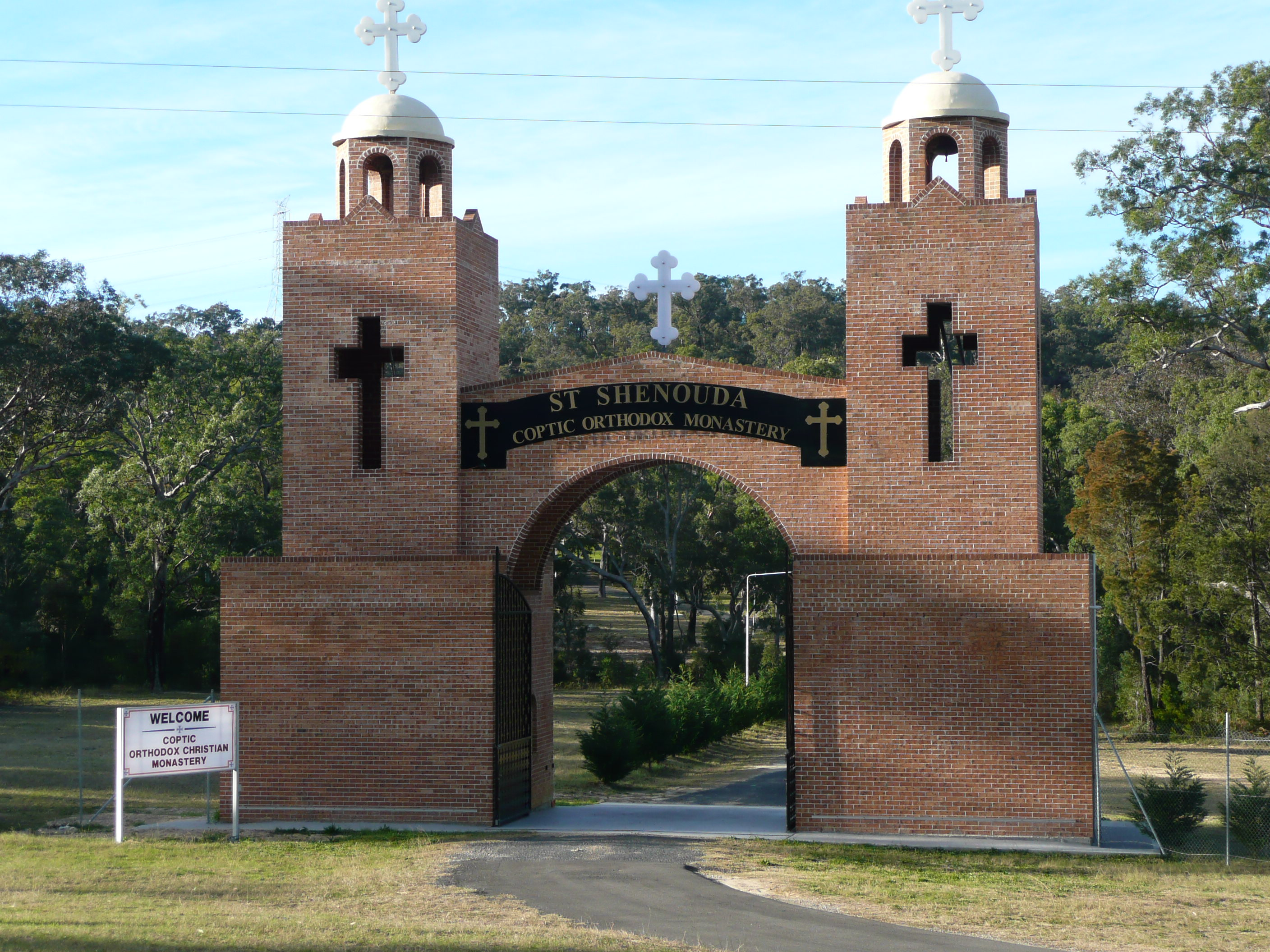
Monasterio de San Shenute, New South Wales, Australia.

Existen monasterios coptos ortodoxos que llevan el nombre de San Shenouda Archimandrita:
- Monasterio de San Shenouda cerca de Sohag, Egipto, también conocido como Monasterio Blanco.
- Monasterio de San Shenouda en Milán, Italia.
- Monasterio copto de San Shenouda en Rochester, Nueva York, Estados Unidos.
- Monasterio ortodoxo copto de San Shenouda en Putty, Nueva Gales del Sur, Australia.

También hay una iglesia copta ortodoxa: Santa María y San Shenouda en Coulsdon, Inglaterra.